# 马哈法利人
马哈法利人（Mahafaly）为马尔加什人的一支，主要分布于马达加斯加。该族裔相传于16世纪到达马达加斯加岛西南地区，征服当地部落后建立了自己的王国，后于17世纪中叶瓦解成数个小王国，最终于20世纪初被法国征服。该族主要以放牧和耕种为生，奉行父系制度，社会中另有基于血缘的氏族团体。

## 种族认同
“马哈法利”一词原意为“造圣者”:867，系其他族裔对生活于梅纳兰德拉河与乌尼拉希河流域的马尔加什人的统称。然而，该地区的民众没有统一的民族认同:149。

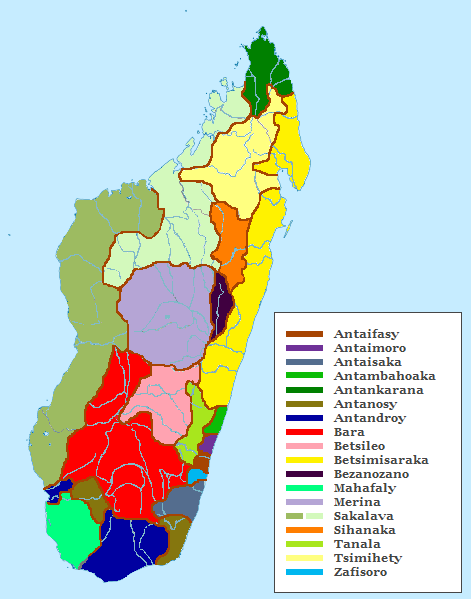
马达加斯加族裔的分布图，图中亮绿色部分为马哈法利人的分布地区

## 历史
根据本地传说，统一的马哈法利人国家历史可上溯至16世纪，彼时一些外来移民在马哈法利地区定居，其领袖名为“奥伦贝奇托托”:859。有史学家认为他们可能是自印度漂流至马达加斯加:868。这些移民起初与原住民结盟，但之后二者关系恶化，冲突随之爆发。奥伦贝奇托托最终成功征服原住民诸部，并给予各部酋长一定特权:859。奥伦贝奇托托在统治数年后避世隐居，追随者认为其已成圣。他这一行为也使其统治的人民和土地变得神圣，“马哈法利”一名便随之而来:867。在他隐居后，马哈法利王国又维持了数个世纪，其后的统治者宣称自己是凡人与奥伦贝奇托托之间的信使:867。除去统治者外，彼时马哈法利王国共有三个阶级：特权阶级“莱尼勒米”主要成员是奥伦贝奇托托所征服的部落酋长的后代以及他们的配偶和宠臣，也有其他人被赐予此阶层的身份；另外两个阶级则分别包括一般民众和移居至马哈法利地区的外乡人。马哈法利王国的国王居住于其领地中心的大院内，周围有道路延伸至领内的主要村庄，身旁有顾问辅佐，还有一名祭司负责举行祭祀活动的牧师:867。此外，国王和重要的氏族领袖会手持一柄巨大的铁矛以彰显权力。国王去世后会被改名，而生前的姓名则变为禁忌，任何人不得提及。此外，其臣民还会在哀悼前剃发，不剃发者会遭放逐。
1649年，当时的马哈法利国王迪安·马赫尔派遣十二名使节前往陶拉纳鲁，请求当地的法国定居者帮助他们夺回被马希科洛人窃走的牛，并表示如法国人参战则可获得失窃牲畜的一半作为报酬。法国总督艾特纳·德·弗拉科特欣然同意:868。马哈法利王国在迪安·马赫尔死后不久便一分为二，并在接下来的一个世纪内继续分裂成数个小王国。期间各国内乱不断，君主更替频繁:867-68。19世纪初梅里纳王国几乎统一全岛，但马哈法利各部仍维持独立。马哈法利地区最终于20世纪初被法国并入法属马达加斯加:868。

## 社会习俗
马哈法利人多务农或牧牛为生。家中的年轻男性一般会从事放牧的工作，其余男性则下田耕种:152。女性则协助丈夫耕作或是进行烹饪、打水等家务活动。

### 家庭与氏族
马哈法利人奉行父系制度，一家之主为最年长的男性。马哈法利人的家庭一般包括夫妻和他们的单身子女。男子成婚后会组建新家庭，一般离他们父亲的家不远，女子则搬去与丈夫同居。如若夫妻离婚，所有子女均归丈夫所有:151。

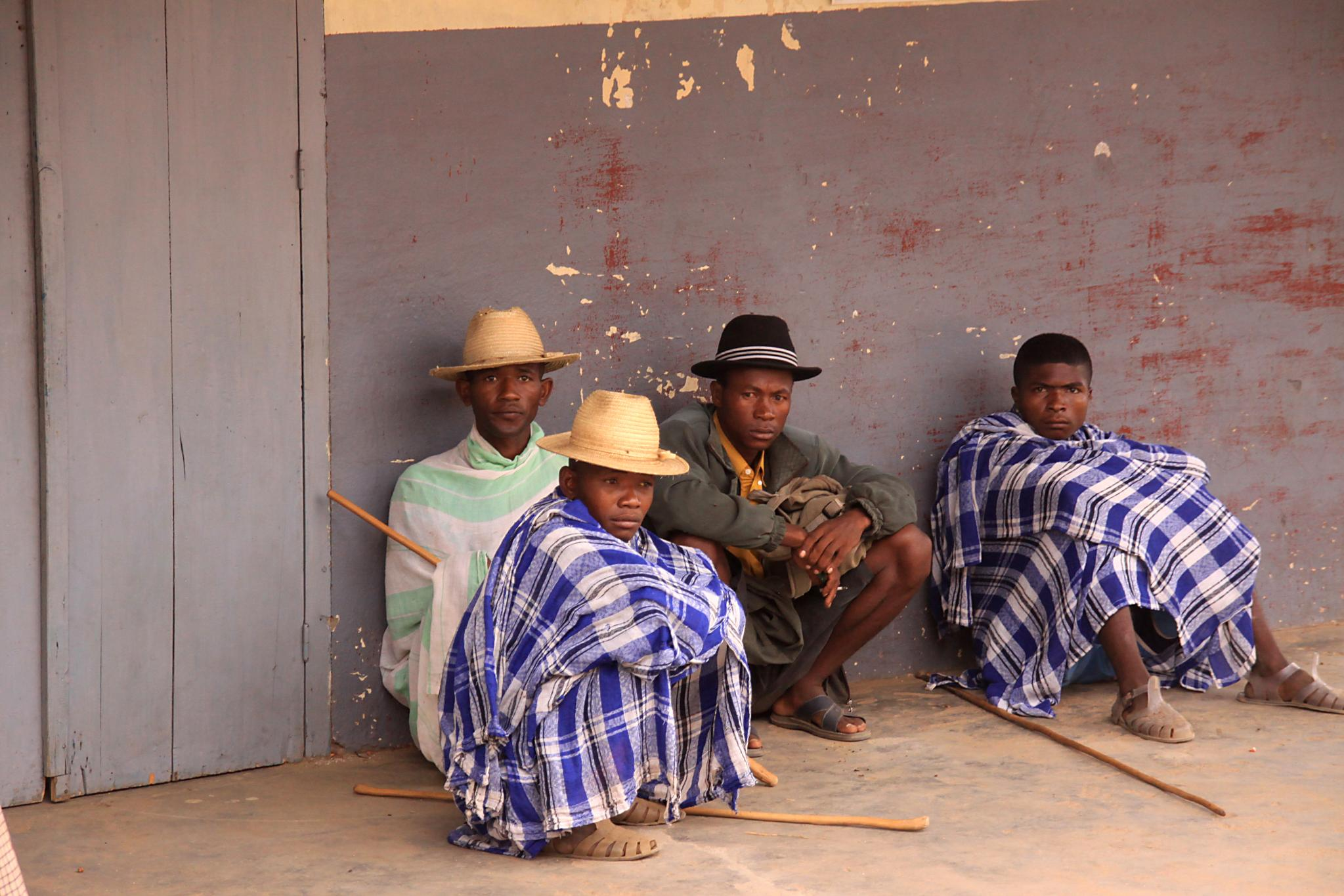
马哈法利男子

马哈法利人社会中还存在两种由血缘关系维系的团体“福科”与“塔里哈”。前者成员均有一位共同的在世祖先，此人即为福科的首领。同一福科日常交集不多，仅会在首领需要帮助时聚集：假如首领身体抱恙，其晚辈会一同举行宗教仪式以祈愿首领早日康复或陪伴于首领身边来提供情感支持；而当首领身负债务时晚辈则会集资为首领还债。福科的大小取决于首领的子女多少，一般不会超过20人。塔里哈的组成与福科相似，其所有成员均可追溯至一位共同的逝世祖先，其首领为辈分最长的成员。相较福科，塔里哈成员的联系更为紧密：其成员一般比邻而居，常有一村或相邻几村的村民均属于同一塔里哈，内部通婚频繁，远居的成员也会时常返回家乡帮忙。此外，其成员会一同参与相当多的社会活动，例如一同祭祖、一同旅行。马哈法利人习俗中年轻男子常进行摔跤比赛，参赛队伍也一般按选手所属的塔里哈划分:151-154。

### 丧葬
马哈法利人主要采用土葬，墓地一般位于远离人烟的圣林中，墓穴则通常按逝者的亲属关系排列：最年长的男性死者埋葬于墓地最南侧，其子女葬于其北方，而配偶和其他未成家的亲属则葬于西方。除非是祭扫或寻回走失的牛，其墓地严禁任何人进入。马哈法利葬礼由一连串宗教仪式组成，在每个仪式上都会献祭瘤牛。该民族会将逝者的颅骨放于其墓穴上，周围还常有名为“阿罗阿罗的木柱作为装饰，上面雕刻的图案一般为瘤牛或逝者的重要之物。在马哈法利习俗中，这些木柱表明墓主已逝世，成了介于生者与神灵之间的“拉扎纳”。这些木雕一般由死者的女儿制作。传统上，死者亲属不得自行准备棺木等丧葬用品，而是需要找特定的氏族订购，而这个氏族也会派人主持一系列丧葬仪式。这些仪式有时持续时间可达一年之久，期间逝者的妻子需与遗体一同待在家中。

### 社会禁忌
马哈法利社会中有一系列禁忌，例如女子不能与丈夫从同一个杯子中饮水或是同席而坐，亦不能咀嚼烟叶。此外，国王亦能禁止整个社区使用某个特定的单词。

## 语言
马哈法利人操马尔加什语下的一支方言。